# Burg Břecštejn
Die Burg Břecštejn, auch Břečtejn, Bruštejn, Zilvarštejn bzw. Silberštejn (deutsch Burg Silberstein, früher Brecstein, Brzeczstein, Brettstein bzw. Bröckstein) ist die Ruine einer Felsenburg östlich über der Ansiedlung Hrádeček im Okres Trutnov in Tschechien.

## Geographie
Břecštejn befindet sich im Riesengebirgsvorland auf dem Gebiet des Naturparkes Hrádeček. Die Ruine erhebt sich auf einer bewaldeten steilen Felskuppe über dem Tal des Silbersteiner Baches. Gegen Osten durchbricht der Pilníkovský potok (Pilnikauer Bach) in der Hölle (Peklo) das Bergland. In der hundert Meter tiefer gelegenen Hölle liegen am Fuße des Burgberges die drei Höllenteiche. Südöstlich erhebt sich der Křížový vrch (511 m).

## Geschichte
Der erste schriftliche Nachweis über die neue Burg Brecstein erfolgte 1455 in den Trautenauer Lehntafeln als Besitz des Vladiken Nykl Silber (Mikuláš Zilvár) von Pilníkov. Sie ist jedoch wesentlich älter.
Wahrscheinlich befand sich an der Stelle von Břecštejn im 14. Jahrhundert die Burg Stein (Stejn). Deren Besitzer, der Ritter Otto von Stein (Otto Lapide), stiftete 1336 den Kreuzherren vom Heiligen Grab auf dem Zderaz drei Huben Land in Oblanov für deren Trautenauer Kloster. Vermutlich ging die Burg Stein noch im 14. Jahrhundert unter.

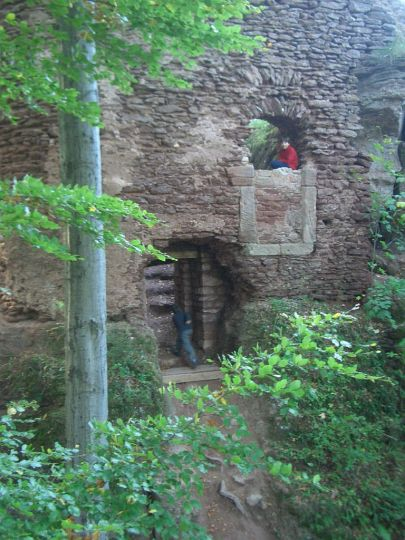
Eingang zur Burgruine

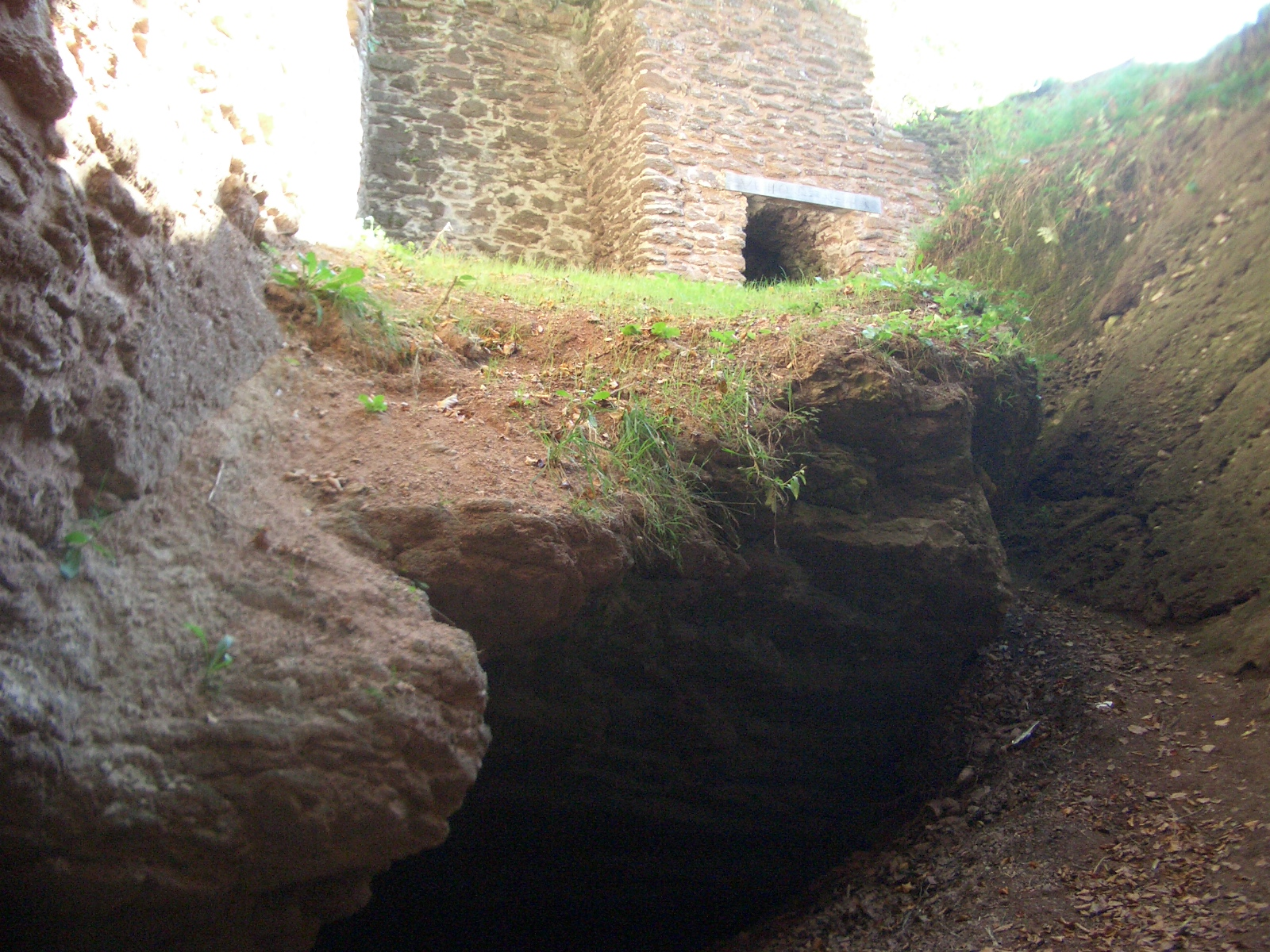
Innenansicht aus dem Burgkeller

Die Burg wurde wahrscheinlich in den 1420er Jahren durch Nykls Vater, Johann I. Silber (Jan I. Zilvár), wiederaufgebaut und diente ab 1421 während der Besetzung Trautenaus durch Jan Žižka als Stützpunkt der Hussiten, auf deren Seite die Silber standen.
Im Laufe des 15. Jahrhunderts erwarben die Silber ausgedehnte Güter im Riesengebirgsvorland und erreichten um 1500 den Höhepunkt ihrer Macht. Am 30. Juni 1522 bewilligte König Ludwig II. Adam I. Silber die Entlassung seiner Güter Brecstein, Pilníkov und Vlčice aus dem Lehn unter der landesherrlichen Herrschaft Trautenau. Adam I. Silber gab der Burg 1532 den neuen Namen Silberstein. Ihm folgte von 1550 bis 1553 sein Sohn Johann. Nach dessen frühzeitigem Tode fiel die Herrschaft Adams Bruder Christoph Silber von Silberstein († 1575) zu. Dieser machte die Renaissancefeste Vlčice zu seinem Hauptsitz. Die Burg Silberstein war ihm wegen ihrer geringen Größe wenig repräsentativ, und er gab sie dem Verfall preis. Christophs Tochter Beatrix Eleonora von Lobkowitz gab 1581 auch die Burg Pilníkov auf.
Ab 1609 gehörte der größte Teil der Herrschaft Adam III. Silber von Silberstein, einem Sohn von Beatrix Eleonoras Cousin Adam II. Silber. Wegen seiner Beteiligung am böhmischen Ständeaufstand wurden die Güter Adams III. nach der Schlacht am Weißen Berg am 15. November 1622 konfisziert und 1623 von der Böhmischen Kammer an Albrecht von Waldstein verkauft. Waldstein veräußerte die Herrschaft 1627 an den kaiserlichen Obristen Daniel Hebron. Während des Dreißigjährigen Krieges wurde die Burg in den 1630er Jahren durch die Schweden gänzlich ruiniert. 1638 erwarb der polnische Adlige Jakub Weyhler die Herrschaft, ihm folgte seine Tochter Cecilie Eleonora Breuner. Als Johann Adolf I. Fürst zu Schwarzenberg 1675 die Herrschaft Vlčice mit dem Städtchen Pilníkov von der Breuner erwarb, wurde die Burg Silberstein als wüst bezeichnet. Johann Adolf I. ließ zwischen 1677 und 1685 auf den Fluren des aufgehobenen Meierhofes Silberstein im Grund des Silbersteiner Baches das Dorf Silberstein anlegen, den neuen Siedlern bewilligte er die Gewinnung des Baumaterials aus der Burgruine.
Nachdem der Arnauer Flachsspinnereifabrikant Johann Franz Theer 1790 die Herrschaft Vlčice/Wildschütz erworben hatte, ließ er 1794 die Burgruine vom Gesträuch befreien und sichern sowie an der Stelle früherer hölzerner Bauten einen großen hölzernen achteckigen Altan errichten. Zugleich ließ Theer einen sandsteingepflasterten Weg zur Ruine herrichten und einen neuen Eingang brechen. Seit dieser Zeit bezeichnete sich die Unternehmerfamilie als Theer von Silberstein. Nachfolgende Besitzer der Ruine waren Johann Baptist Theer, Josef Karl Theer und Adolf Karl Theer. Letzterer vermachte 1861 seine Güter testamentarisch den Universitäten in Prag und Wien. 1868 wurden die Güter an den Liebauer Unternehmer Hugo Wihard verkauft und ab 1916 gehörte die Burgruine Friedrich Reimann.
1969 wurde die Ruine des Altans abgerissen. Im Jahre 2005 scheiterte eine Initiative zur Rettung der Burgruine, da diese nicht in den 3720 Objekten der Liste nationaler Kulturdenkmale enthalten war. Eine Aufnahme in die Kulturdenkmalliste ist noch nicht erfolgt.

## Namensherleitung
Für die Herkunft des zwischen 1455 und 1532 gebräuchlichen Namen Brecstein bestehen unterschiedliche Theorien. Einerseits werden dafür die hölzernen Aufbauten herangezogen, wonach der Name wie auch die spätere Namensform Brettstein von prkenný hrad (Bretterburg) herstammt. Andererseits leitete bereits Simon Hüttel den Namen Brzeczstein von dem „immergrünen Gras Brzecz“ her. Damit ist der Efeu gemeint, der im tschechischen břečťan genannt wird. Somit könnte der Burgname auch mit „Efeustein“ gedeutet werden. Da die Ruine bis 1794 reichlich mit Gemeinem Efeu überwachsen war und der Strauch auch heute noch dort vorkommt, sind beide Varianten möglich.
Ab 1532 ist der neue Name Silberstein nachweislich, daneben bestand auch die tschechische Namensform Zilvarštejn, die auf dem Epitaph von Johann d. Ä. Silber von Silberstein auf Silberstein und Pilnikau (Jan st. Zilvar ze Zilvarštejna) im Turm der Kirche Johannes des Täufers in Dvůr Králové nad Labem erhalten ist.

## Legenden
Der Trautenauer Chronist Simon Hüttel beschrieb in seiner 1593 verfassten Stammtafel des Geschlechts Silvar, dass hier im Jahre 1056 durch den Stammvater der Silber, Wolf Ulstadt-Silber, die Burg Brzeczstein gegründet worden sein soll. Hüttels diesbezügliche Darstellungen in der Stammtafel sind jedoch nicht belegbar und stehen im Widerspruch zur urkundlichen Überlieferung, aus der hervorgeht, dass dieser Teil des einstigen Grenzurwaldes erst im 13. Jahrhundert durch das mährische Geschlecht von Schwabenitz besiedelt worden ist. Die Darstellung Hüttels wurde auch durch Johann Gottfried Sommer und Franz Xaver Maximilian Zippe übernommen.

## Baubeschreibung
Břecštejn wurde als Wohnburg schlesischen Typs erbaut. Natürlichen Schutz bot dabei eine nach Nordwesten fast senkrecht abfallende Felswand. Nach Osten und Südosten war die Burg durch einen doppelten Wall mit Graben geschützt. Der obere Teil der Burg war hölzern.
Erhalten sind hohe Reste der Burgmauer, des zylindrischen Bergfriedes und des Palas sowie der Burgkeller. Die Ruine befindet sich in einem stark sicherungsbedürftigen Zustand.